# Xanthophytum semiorbiculare
Xanthophytum semiorbiculare är en måreväxtart som först beskrevs av Reinier Cornelis Bakhuizen van den Brink, och fick sitt nu gällande namn av Axelius. Xanthophytum semiorbiculare ingår i släktet Xanthophytum och familjen måreväxter. Inga underarter finns listade i Catalogue of Life.